# Campylaspis uniplicata
Campylaspis uniplicata är en kräftdjursart som beskrevs av Hale 1945. Campylaspis uniplicata ingår i släktet Campylaspis och familjen Nannastacidae. Inga underarter finns listade i Catalogue of Life.